# Bardylis II
Bardylis II (in greco antico: Βάρδυλις?; in albanese Bardhyli; IV secolo a.C. – III secolo a.C.) è stato re degli Illiri, sovrano dei Dardani dal 295 a.C. al 290 a.C. Chiamato talvolta anche il Giovane era figlio di Clito e nipote di Bardylis, entrambi nemici del regno di Macedonia. Egli si adoperò per ricreare lo Stato di suo nonno nella regione della Dassarezia ad ovest dei laghi della Lincestide.

## Biografia
Una prodezza di queste dimensioni si sarebbe potura realizzare solo attraverso la guerra contro la Macedonia e, a quanto pare, anche contro gli eredi di Glaucia re dei Taulanti. Bardyllis II potrebbe aver inglobato lo Stato di Glaucia. Pirro re dell'Epiro condusse una guerra contro gli Illiri e conquistò la capitale illirica, anche se la posizione della capitale in quel momento non è nota. Così, Bardyllis II e Pirro avrebbero condiviso lo Stato di Glaucia. Il re si alleò con Pirro visto che 'il potere e l'odio verso la Macedonia era un elemento interessante per Bardylis II'. Bardyllis II divenne suocero di Pirro, quando sua figlia Bircenna divenne una delle mogli di Pirro.